# Celleporina proximalis
Celleporina proximalis is een mosdiertjessoort uit de familie van de Celleporidae. De wetenschappelijke naam van de soort is voor het eerst geldig gepubliceerd in 1972 door Uttley & Bullivant.